# Chobhampansar
Chobhampansar är en typ av passivt pansar som använder sig av keramiska material för att öka skyddet mot fientlig eld. 
Pansaret används bland annat till stridsvagnarna M1 Abrams, Challenger 1 och Challenger 2. Pansaret består av flera olika material som lagts samman i lager på ett sätt som kan liknas vid en sandwich. Det keramiska lagret är tänkt att skydda mot projektiler som använder sig av en värmestråle bildad av smält koppar under en explosion vid kontakt med målet. Pansartypen är utvecklad  i Storbritannien men hann av ekonomiska skäl först att användas på den amerikanska stridsvagnen M1 Abrams.